# Mario Nevi
Mario Nevi (né en 1889 en Italie et mort à une date inconnue) est un joueur de football italien, qui évoluait en tant que milieu de terrain.

## Biographie
Mario Nevi joue son premier match avec la Juventus contre le Torino le 2 avril 1911 pour une défaite 3-1, puis son dernier match contre Pro Vercelli le 19 janvier 1913 lors d'une défaite 4-0. Au total, avec trois saisons passées à la Juve, il a joué un total de 20 matchs et n'a inscrit aucun but.

## Statistiques
| Saison         | Club           | Championnat     | Championnat | Championnat |
| Saison         | Club           | Compétition     | Matchs      | Buts        |
| -------------- | -------------- | --------------- | ----------- | ----------- |
| 1910-1911      | Juventus       | Prima categoria | 3           | 0           |
| 1911-1912      | Juventus       | Prima categoria | 14          | 0           |
| 1912-1913      | Juventus       | Prima categoria | 5           | 0           |
| Total Juventus | Total Juventus |                 | 22          | 0           |
| Total carrière | Total carrière |                 | 22          | 0           |